# Fosfowalpurgite
La fosfowalpurgite è un minerale appartenente al gruppo della walpurgite.